# صفورية

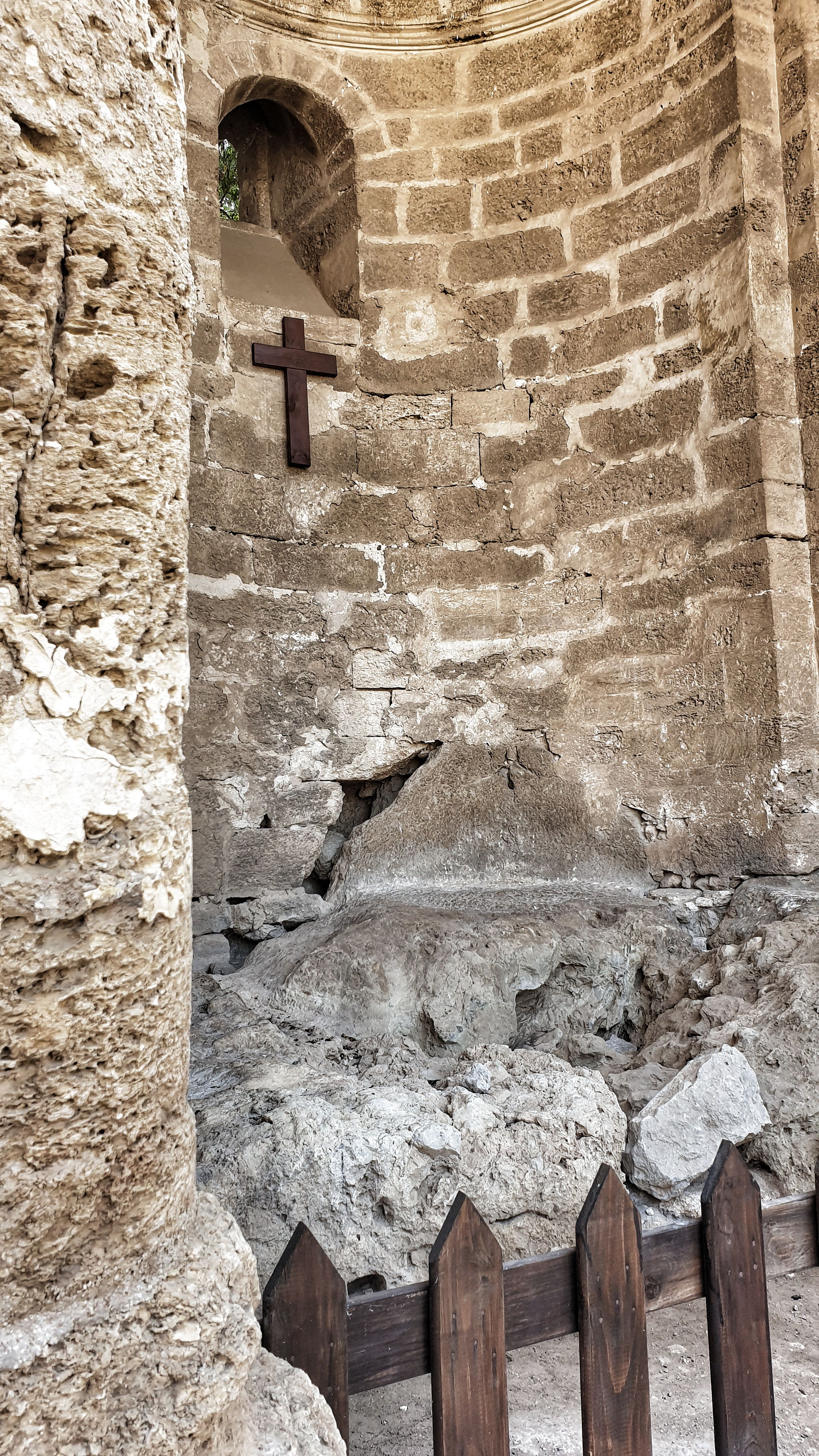
كنيسة القديسة حنة، الصخور التي ولدت عليها مريم العذراء لأمها حنة.

صفورية بلدة فلسطينية مُهجرة في قضاء الناصرة، ومن أكبر بلدات الجليل. تبعد عن مدينة الناصرة 6 كم شمالا. وقد أنشئت على تل يبلغ ارتفاعه حوالي 110 م. أراضيها خصبة، فاعتمد سكانها على الزراعة وتربية المواشي كمصدر رزقهم الرئيسي. وكان في القرية العديد من الآبار والينابيع، وأبرزها «القسطل» المتواجد في مدخلها، والذي كان يروي البساتين المحيطة به.
في العصور القديمة المتأخرة، كان يُعتقد أن القرية هي مسقط رأس مريم العذراء، أم يسوع، والقرية والتي بحسب التقاليد عاش فيها حنة ويهوياقيم، حيث يتم اليوم حفر بازيليكا تعود إلى القرن الخامس في موقع تكريم ذكرى ميلاد مريم العذراء. وتضم المباني البارزة في الموقع مسرحًا رومانيًا وكنيستين مسيحيتين تعود إلى العصور المبكرة وحصنًا صليبياً قام بتجديدها ظاهر العمر في القرن الثامن عشر وأكثر من ستين فسيفساء مختلفة يعود تاريخها إلى القرن الثالث وإلى القرن السادس الميلادي.
في أعقاب ثورة بار كوخبا في الفترة من عام 132 إلى عام 135، كانت صفوريَّة أحد المراكز في منطقة الجليل حيث انتقلت العائلات الحاخامية من منطقة اليهودية. وتم اكتشاف آثار كنيس مؤرخة في النصف الأول من القرن الخامس على الجانب الشمالي من المدينة. في القرن السابع، تم السيطرة على المدينة من قبل الجيش العربي الراشدي أثناء الفتح الإسلامي للشام. وحكمت السلطات العربية والإمبراطوريات المتعاقبة المنطقة حتى الحروب الصليبية.
حتى احتلال المدينة في حرب عام 1948 بين العرب وإسرائيل، كانت صفورية قرية عربية. تم تأسيس موشاف تسيبوري بجوار الموقع في عام 1949. ويقع ضمن اختصاص المجلس الإقليمي وادي يزرعيل، وفي عام 2017 كان يبلغ عدد سكانها حوالي 974 نسمة. وقد تم تعيين المنطقة التي تضم القرية العربية السابقة كمنتزه وطني في عام 1992.

## تاريخ

### التاريخ المبكر

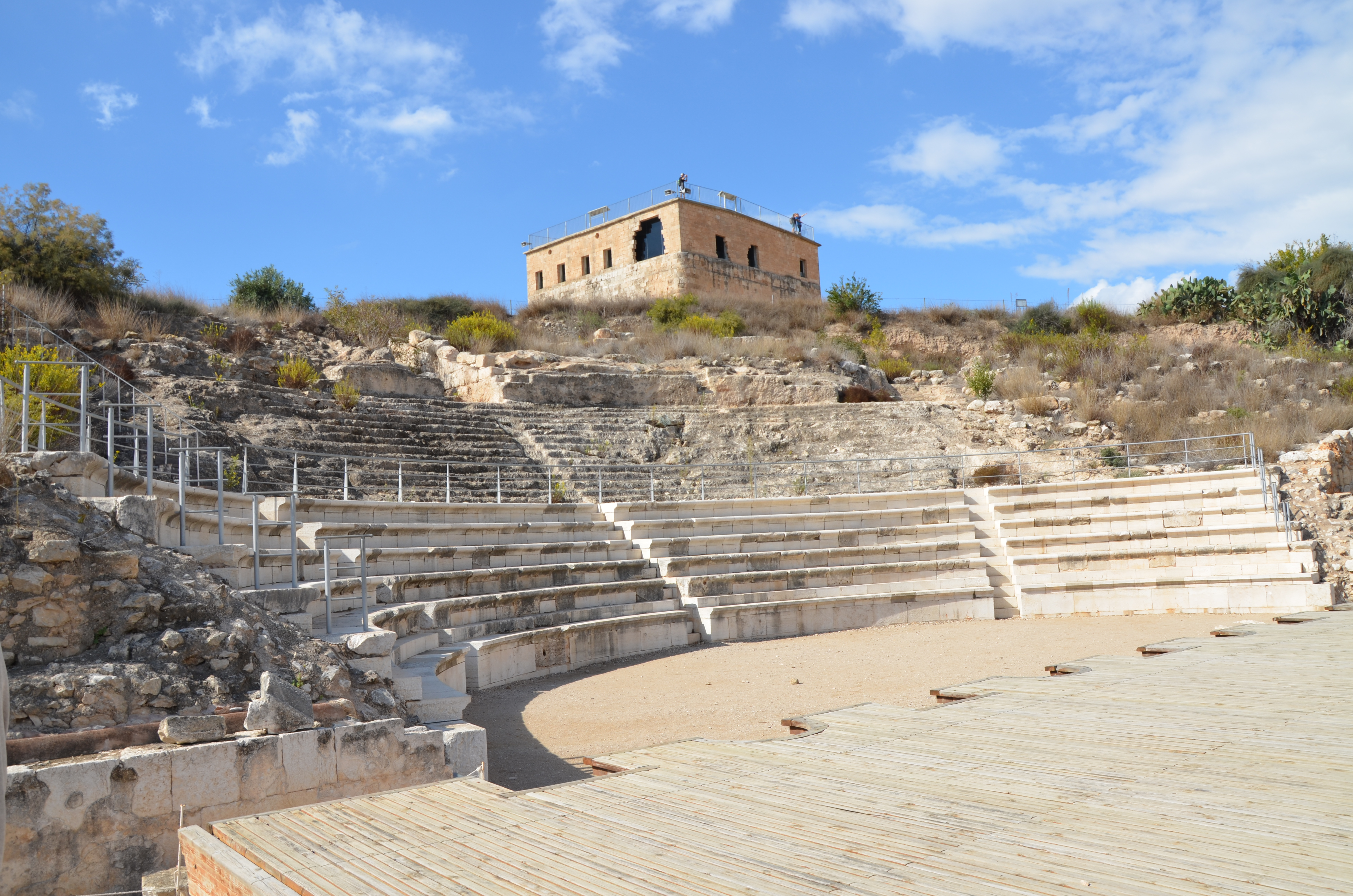
آثار القلعة الصليبية والمدرج الروماني.

تم العثور على بقايا أثرية من العصر الحجري القديم الأوسط (بما في ذلك الصوان المصنوع من تقنية يفالو) والثقافة اليرموكية. كما تم العثور على بقايا من عصر ما قبل الفخار العصر الحجري الحديث ب والعصر النحاسي. وفقاً للمشناه، تم بناء القلعة القديمة في صفورية بجدار قبل فتح كنعان من قبل بني إسرائيل بقيادة يوشع بن نون.

### الحقبة الهلنستية والحشمونية
هناك دليل من بقايا السيراميك نشير إلى أن موقع صفورية كانت مسكونة خلال العصر الحديدي، بين الأعوام 1,000-586 قبل الميلاد. ويمكن التحقق من الاحتلال والبناء الفعلي من القرن الرابع قبل الميلاد، مع الفترة الهلنستية. ولا يذكر الكتاب المقدس المدينة، على الرغم من أنه في التقاليد اليهودية يُعتقد أنها مدينة قِطْرُونَ المذكورة في سفر القضاة.
في عام 104 قبل الميلاد، غزت السلالة اليهودية الكهنوتية من الحشمونيين منطقة الجليل تحت قيادة ألكسندر جانيوس أو أريستوبولوس الأول، وفي هذا الوقت ربما كانت المدينة تدار من قبل رابي رئيسي، ربما يهودي، وبحلول منتصف القرن الأول قبل الميلاد، بعد حملات بومبيوس الكبير، سقطت تحت الحكم الروماني في 63 قبل الميلاد وأصبحت واحدة من المجامع الرومانية الخمسة في الشرق الأدنى.[بحاجة لمصدر]

### الحقبة الهيرودية والرومانية والبيزنطية

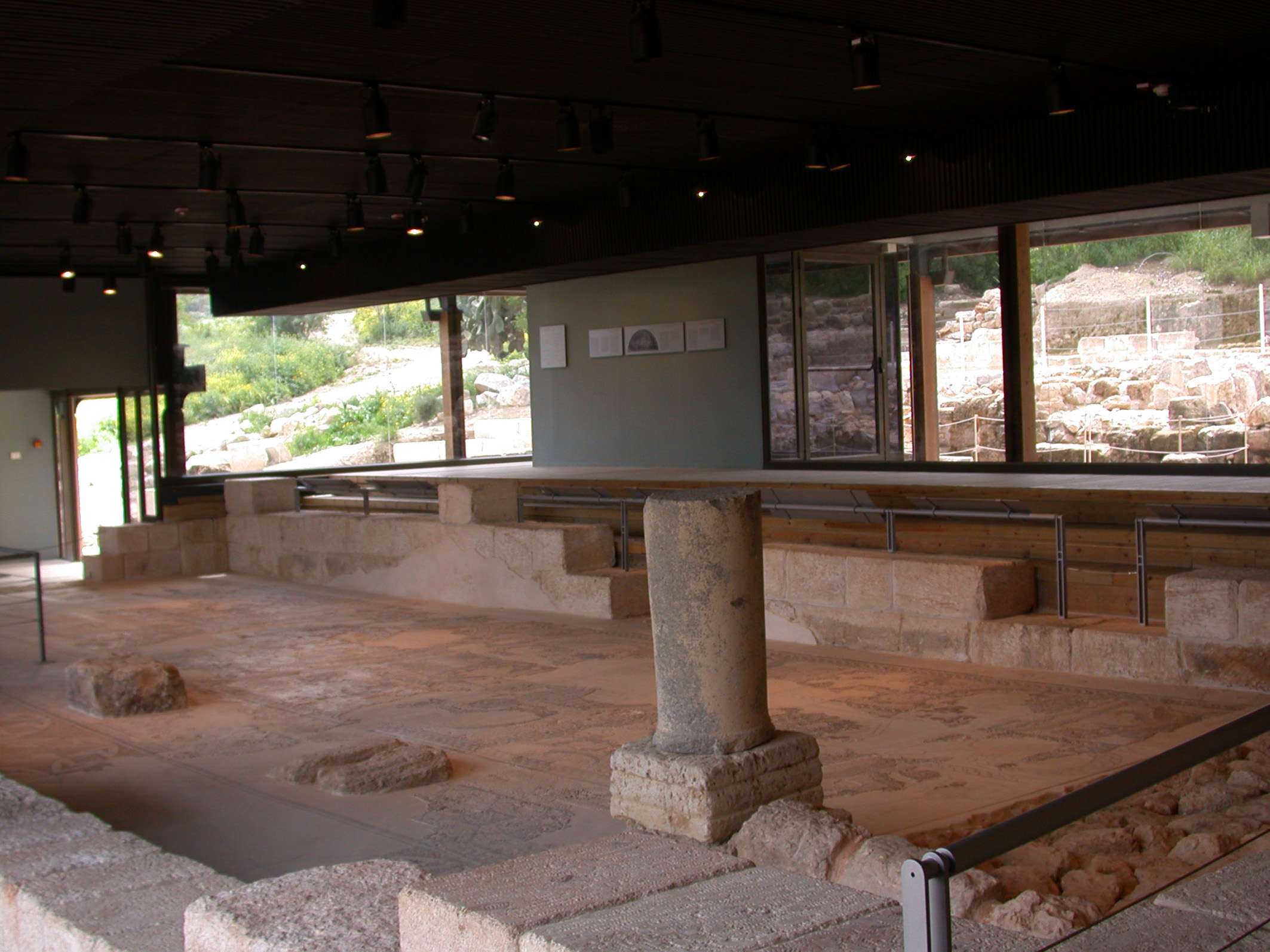
آثار كنيس صفوريَّة.

استعاد هيرودس الأول المدينة في عام 37 قبل الميلاد بعد أن كان يحميها وكيل البارثيين، أنتيجونوس الثاني ماتاثياس من الحشمونية. واشتق اسم البلد تسيبوري من الكلمة العبرية للعصفور، كما يقترح اللمعان التلمودي، لأنها «تطفو على قمة جبل، مثل الطيور».
بعد وفاة هيرودس الأول في عام 4 قبل الميلاد، قام متمرد يدعى يهوذا، ابن عصابة محلية، حزقيال، بمهاجمة صفورية، ومن ثم المركز الإداري للجليل، وتم الإطاحة بأتباعه والخزانة، ومول الأسلحة في تمرد ضد حكم الهيروديين. وتم الإشارة إلى بوبليوس كوينكتيليوس فاروس الحاكم الروماني في سوريا، من قبل يوسيفوس فلافيوس، ربما في مبالغة منه، حيث أن علم الآثار فشل في التحقق من آثار الحريق الهائل، وبيع سكانها للعبودية. وخلف هيرودس الأول، إبنه هيرودوس أنتيباس كرئيساً أو حاكمًا، وأعلن اسم المدينة الجديد ليكون أوتوقراطيًا، وأعاد بناءها «كحلية الجليل». ومن المعتقد أن الطريق القديم الذي يربط صفورية إلى ليجيو، وإلى الجنوب إلى السامرة سبسطية، قد تم تعبيده من قبل الرومان في هذا الوقت. وكان السكان الجدد من الموالين لروما.
كتب موريس كيسي أنه على الرغم من أن صفوريَّة في أوائل القرن الأول كانت «مدينة يهودية للغاية»، فإن بعض الناس هناك كانوا يتحدثون اللغة اليونانية القديمة. ويحمل الوزن الرئيسي المؤرخ إلى القرن الأول نقشا باللغة اليونانية ويحوي ثلاثة أسماء يهودية. وقد اقترح العديد من العلماء أن يسوع، بينما كان يعمل نجاراً في الناصرة، ربما سافر إلى صفورية لأغراض العمل، ربما مع والده وإخوته. ويشير كيسي إلى أن هذا ممكن تمامً، ولكن من المستحيل أيضًا التحقق من الناحية التاريخيَّة. ولا يبدو أنّ يسوع زار صفورية أثناء خدمته العامة، حيث لم يتم ذكره ذلك في الأناجيل الإزائية.
لم ينضم سكان صفورية إلى الثورة اليهودية الكبرى ضد الحكم الروماني في عام 66 ميلادي. وقتل الليغاتوس الروماني في سوريا، كيستيوس جالوس، حوالي 2,000 «من العصابات والمتمردين» في المنطقة. وكان قد تم إرسال يوسيفوس فلافيوس، وهو ابن النخبة الكهنوتية في القدس شمالاً لتجنيد أهالي منطقة الجليل في التمرد، لكنه لم ينجح إلا جزئياً. وتمت بمحاولتين للقبض عليه في صفورية، لكنه فشل في التغلب عليها، في المرة الأولى بسبب المقاومة الشرسة، والثانية لأن الحامية جاءت للمساعدة في دفاع المدينة. خلال التمرد كانت صفورية تضم مسرحًا رومانيًا في فترات لاحقة، وأحواض استحمام وأرضيات من الفسيفساء تصور شخصيات بشرية. يمكن اعتبار صفورية والقدس ترمزان إلى وجود فجوة ثقافية بين أولئك الذين سعوا إلى تجنب أي اتصال مع الثقافة الرومانية المحيطة به وبين أولئك الذين كانوا على استعداد لاعتماد جوانب تلك الثقافة. رُفضت محاولات يوسيفوس فلافيوس لتجنيد أهالي صفورية للمشاركة في التمرد، وأجبر على مغادرة المدينة، وبالتالي توجه إلى يُدفات، والتي بدا أن أهلها كانوا مهتمين بالمشاركة في التمرد، وانتهى حصار يُدفات في 20 يوليو من عام 67م. وتم تجنيب المدن والقرى غير المتمردة، حيث شكلت في منطقة الجليل الأغلبية. وحملت النقود المعدنية في المدينة في وقت الثورة العظمى نقش نرونيس وإيرينوبوليس، أي «مدينة السلام». بعد الثورة، حملت القطع النقدية صوراً لأكاليل الغار وأشجار النخيل والصولجان، والتي ظهرت على العملات اليهودية وإن لم يكن حصرياً.

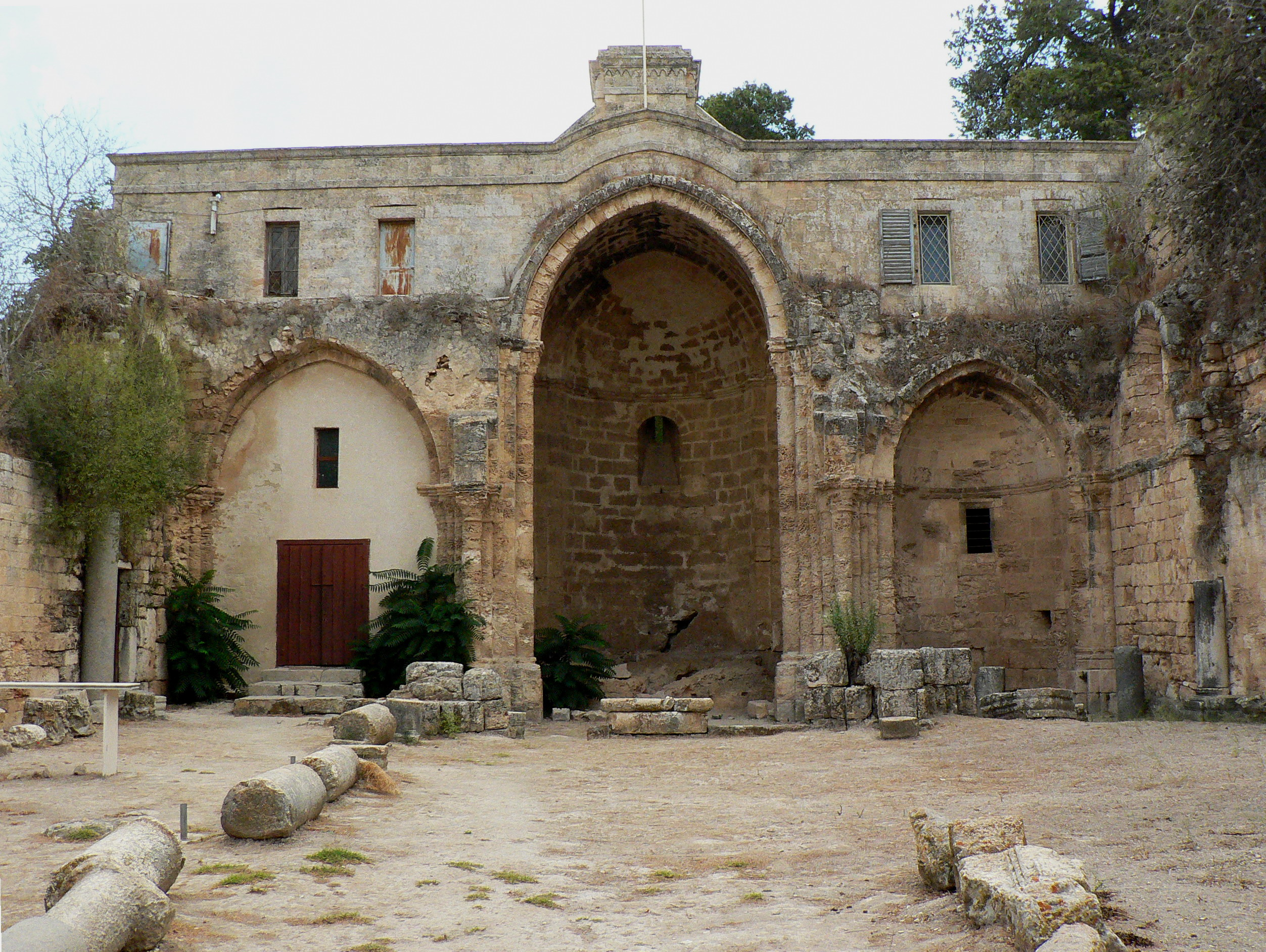
آثار كنيسة القديسة حنة في صفورية.

قبيل ثورة بار كوخبا، تم تغيير اسم المدينة إلى ديوكاريسيا خلال حقبة الإمبراطور هادريان، تكريماً لزيوس والإمبراطور الروماني. وبعد الثورة بين عام 132 وعام 135، استقر كثير من اللاجئين اليهود القادمين من يهودا المدمرة في البلدة، وتحولت إلى مركز الحياة الدينية والروحية اليهودية. إنتقل الحاخام يهودا حناسي، مترجم الميشناه، إلى صفورية، جنباً إلى جنب مع السنهدرين، أعلى محكمة دينية يهودية. قبل الانتقال إلى طبرية بحلول عام 150، ضمت البلدة بعض المدراس اليهودية للتعليم الديني، وهي مدرسة ياشيفوت. وكانت منطقة الجليل مسكونة من اليهود في الغالب من نهاية القرن الثاني إلى القرن الرابع الميلادي وبصرف النظر عن كونها مركزاً للدراسات الروحية والدينية، فقد تطورت لتصبح عاصمة مزدحمة للتجارة بسبب قربها من طرق التجارة الهامة عبر منطقة الجليل. وبدت التأثيرات الهلنستية واليهودية ممزوجة معاً في حياة المدينة اليومية بينما حافظت كل مجموعة، يهودية ووثنية ومسيحية، على هويتها المميزة.
في أعقاب الثورة اليهودية ضد قسطنطينوس جالوس بين عام 351 وعام 352، تم تدمير ديوكاريسيا، مركز الثورة، كما تأثرت ديوكاريسيا بزلزال الجليل عام 363، ولكن أعيد بناؤها من جديد بعد ذلك بقليل، واحتفظت البلدة بأهمية ضمها الجالية اليهودية الأكبر في منطقة الجليل، اجتماعياً، وتجارياً وروحياً، وكانت المدينة أيضاً مركزاً لأسقفية مسيحية. وخرج منها ثلاثة من أساقفتها الأولى: دورتيوس (المذكورة في عام 451)، مرسيليوس (المذكورة في عام 518)، وسيرياكوس (المذكورة في عام 536). وباعتبارها أبرشية لم تعد سكنية، فهي مدرجة في آنواريو بونتيفيسيو من بين الألقاب الشرفيَّة.
في القرون بين حكم هيرودس أنتيباس ونهاية العصر البيزنطي، في القرن السابع، ازدهرت المدينة كمركز للتعلم، مع ضمها لسكان متنوعين ومتعددي الأعراق ومتعددي الطوائف وبلغ عددهم حوالي 30,000 عاشوا في تعايش سلمي نسبيًا.

### الحقبة الإسلامية والصليبية

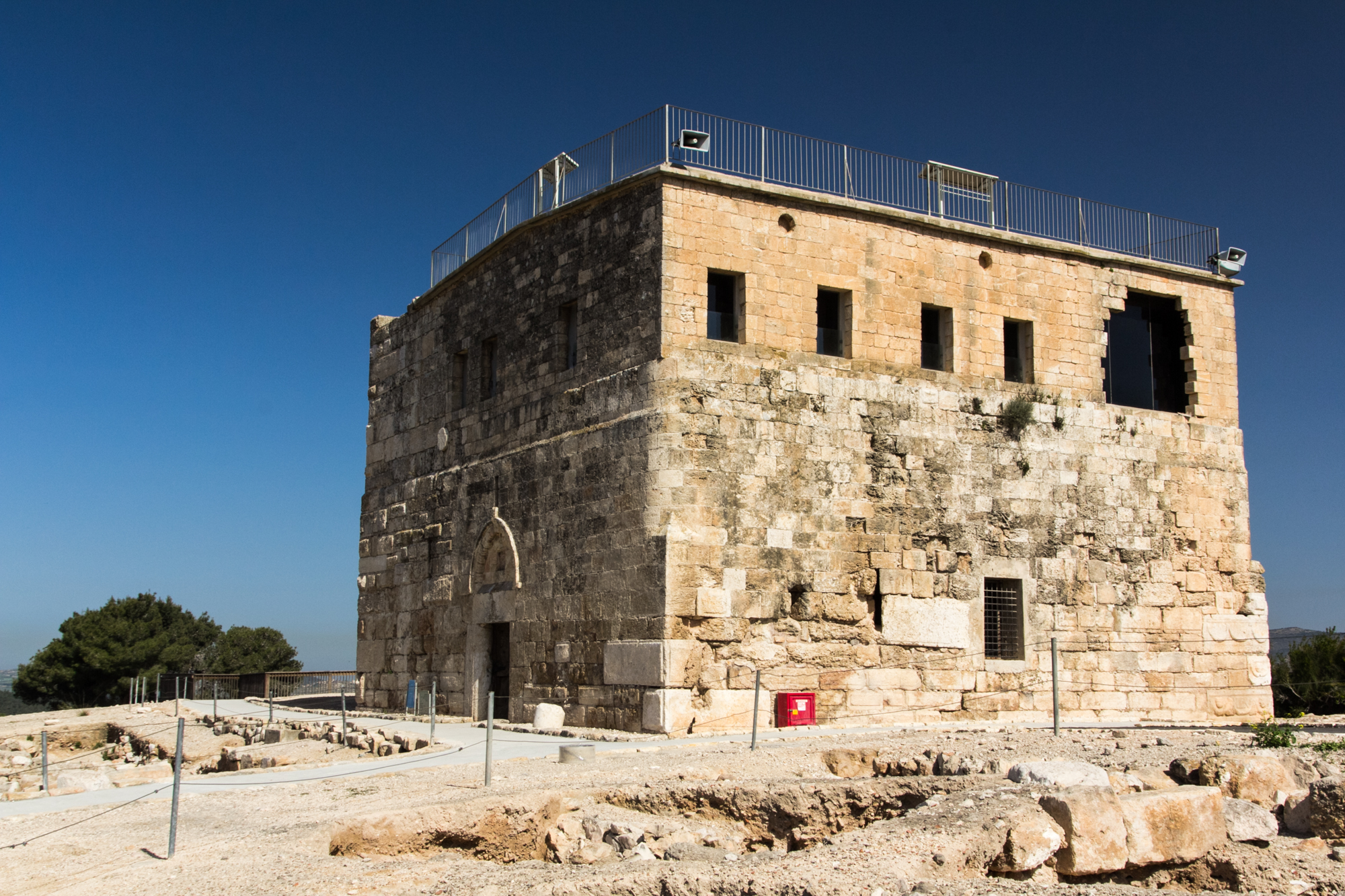
إحدى قلاع الصليبيين في صفورية.

وأشار اليعقوبي إلى أن صفورية قد تم احتلالها خلال الفتح الإسلامي للشام، في عام 634. وفي وقت لاحق، تم دمج المدينة مع حدود الخلافة الأموية الآخذة في الإتساع، كما سك الحكام الجدد على العملات المعدنية الجند. وتم حفر قناة مياه مبنية من الحجر تعود إلى الفترة الأموية المبكرة (القرن السابع الميلادي). وكان سكان صفورية يعملون في التجارة مع أجزاء أخرى من الإمبراطورية في ذلك الوقت. على سبيل المثال، تم ارتداء عباءات مصنوعة في صفورية من قبل الناس في المدينة المنورة. ومع سقوط الحكم الأموي وبداية الحكم العباسي، وواصلت السلالات العربية والإسلامية السيطرة على المدينة، مع فترة قصيرة خلال الحملات الصليبية، حتى الحرب العالمية الأولى. وخلال هذه الفترة الزمنية، كانت المدينة معروفة بالإسم العربي.
في أواخر القرن الحادي عشر غزا الصليبيون المنطقة وأقاموا الدول الصليبية قريباً، وحلت مملكة القدس محل الحكم الإسلامي في صفورية. خلال هذه الفترة، تغيرت السيطرة على صفورية عدة مرات. بنى الصليبيون حصناً وبرج مراقبة على قمة التل، الذي كان يطل على صفورية، وكنيسة على شرف القديسة حنة، والدة مريم العذراء. وأصبح هذا أحد قواعدهم المحلية في مملكة القدس ودعوا المدينة باسم شيفوري (بالفرنسيَّة القديمة: La Sephorie). في عام 1187، قام الجيش الميداني للمملكة اللاتينية بمسيرة من معسكرهم في شيفوري، والذي كان يفيض بالماء، ليخسر المعركة في معركة حطين. بعد هزيمة الصليبيين من قبل صلاح الدين الأيوبي، أعاد السلطان الأيوبي تسمية مدينة بإسمها العربي صفورية.
في عام 1255، عادت القرية والقلعة إلى أيدي الصليبيين، حيث أظهرت وثيقة من ذلك العام أنها ملك رئيس أساقفة الناصرة، ولكن بحلول عام 1259، عانى الأسقف من اضطراب بين المزارعين المسلمين المحليين. وتم غزو صفورية بين عام 1263 وعام 1266 من قبل السلطان المملوكي بيبرس.

### الحقبة العثمانية

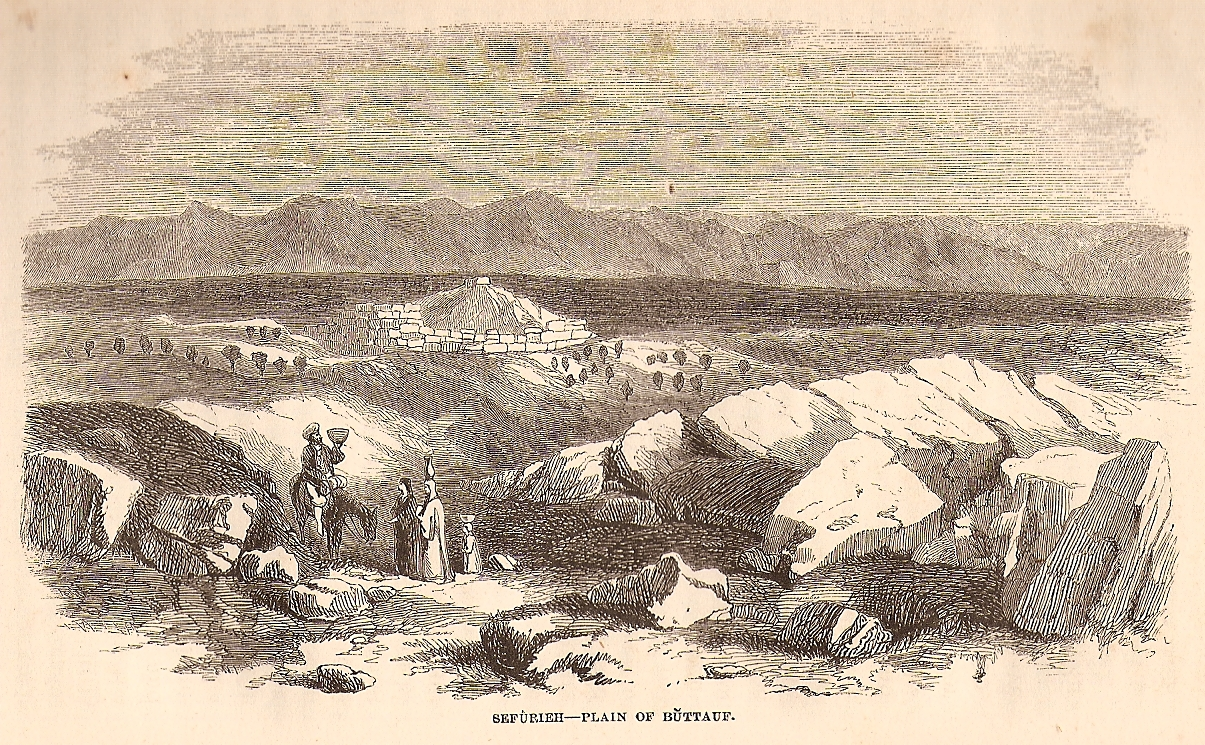
سهل البطوف - صفورية عام 1895.

أصبحت صفورية حكم الدولة العثمانية بعدما أن هزم العثمانيين المماليك في معركة مرج دابق في عام 1516. ويصف فرمان عثماني من عام 1572 صفورية كواحدة من مجموعة من القرى داخل سنجق صفد، والتي كانت جزءًا من فصيل القيسي، والتي تمردت على السلطات العثمانية. في عام 1596، تم تسجيل تعداد السكان على أنهم يتألفون من 366 عائلة وحوالي 34 أعزب، جميعهم من المسلمون. وكانت صفورية أكبر من الناصرة المجاورة لكنها أصغر من كفر كنا. دفع القرويون معدل ضرائب ثابت بنسبة 25% على مختلف المنتجات الزراعية، بما في ذلك القمح والشعير وأشجار الزيتون والماعز والعسل، بالإضافة إلى زيت الزيتون أو شراب العنب؛ ما يشكل مجموعه 31,244 آقجة، وذهب 3/24 من المحاصيل إلى الوقف. وخرج من القرية خلال هذه الفترة عدد من الباحثين المهمين، بما في ذلك القاضي البقعة الصفوري (توفي في عام 1625) وأحمد الشريف (توفي عام 1633)، وهو شاعر وقاضي.
يقال أنه في عام 1745 قام الظاهر عمر الزيداني، والذي نشأ في البلدة، ببناء حصن على قمة التل فوق صفورية. وأظهرت خريطة من غزو نابليون عام 1799 على يد بيير جاكوتين المكان، تحت اسم صفورة.
في أوائل القرن التاسع عشر، أشار الرحالة البريطاني جيمس سلك بكنغهام إلى أن جميع سكان صفورية كانوا من المسلمين، وأن منزل القديسة حنة قد تم هدمه بالكامل. في أواخر القرن التاسع عشر، وصفت صفورية بأنها قرية بنيت من الحجر والطين، وتقع على طول منحدر التل. احتوت القرية على بقايا كنيسة القديسة حنة وبرج مربع، يقال إنه تم بناؤه في منتصف القرن الثامن عشر. وقد عدد سكان القرية ما يقدر بنحو 2,500 نسمة، والذين قاموا بزراعة 150 فدان (1 فدان = 100-250 دونم)، على بعض هذه الأراضي والتي كانوا قد زرعوا فيها أشجار الزيتون. وأظهرت قائمة السكان من حوالي عام 1887 أن صفورية كانت تضم حوالي 2,940 نسمة؛ جميعهم من المسلمين. وفي عام 1900، تأسست مدرسة ابتدائية للبنين، وفي وقت لاحق، مدرسة للبنات. وعلى الرغم من فقدانها لمركزيتها وأهميتها كمركز ثقافي تحت حكم العثمانيين (1517–1918) والانتداب البريطاني (1918-1948) ازدهرت القرية في الزراعة. واشتهر رمان وزعفران وقمح صفورية في جميع أنحاء الجليل.

### حقبة الإنتداب البريطاني
أشار تعداد فلسطين 1922 خلال الانتداب البريطاني على فلسطين، أن عدد سكان صفورية بلغ 2,582 نسمة؛ منهم 2,574 مسلمًا وحوالي ثمانية مسيحيين، حيث كان المسيحيون جميعًا من الرومان الكاثوليك.
بحسب التعداد السكاني لعام 1931، زاد عدد السكان إلى حوالي 3,147 نسمة؛ منهم حوالي 3,136 مسلمًا وحوالي 11 مسيحيًا، وسكنوا في حوالي 747 منزلاً. وفي صيف عام 1931، بدأ عالم الآثار ليروي ووترمان أول أعمال التنقيب في صفورية، حيث قام بحفر جزء من ملعب المدرسة، والذي كان في السابق موقع القلعة الصليبية. وتم إنشاء مجلس محلي في عام 1923. ونمت نفقات المجلس من 74 جنيها فلسطينياً في عام 1929 إلى 1,217 في عام 1944.
في الإحصائيات لعام 1945، كان عدد السكان 4,330 نسمة، منهم 4,320 مسلمًا وحوالي عشرة مسيحيين. وشكلت مساحة الأرض الإجمالية حوالي 55,378 دونمًا. في عام 1944 وعام 1945، تم استخدام حوال 21,841 دونم من أراضي القرية للحبوب، وحوالي 5,310 دونم تم ريها أو استخدامها في البساتين، ومعظمها من أشجار الزيتون، في حين تم تصنيف 102 دونم كأراضي مبنية. وبحلول عام 1948، كانت صفورية أكبر قرية في منطقة الجليل من حيث حجم الأرض وعدد السكان.

### الحقبة الإسرائيلية
كان للقرية العربية تاريخ من الأنشطة المناهضة لليشوف ودعمت جيش الإنقاذ العربي خلال الحرب العربية الإسرائيلية عام 1948. وفي 1 يوليو من عام 1948، قصفت الطائرات الإسرائيلية القرية. وفي 16 يوليو، احتلتها القوات الإسرائيلية مع بقية الجليل الأسفل في عملية ديكل. قام القرويون ببعض المقاومة وتمكنوا من تدمير عدة سيارات مدرعة في كمين. بعد انهيار المقاومة، فر ما لا يزيد عن 80 من القرويين. شق بعضهم طريقهم شمالاً نحو لبنان، واستقروا في نهاية المطاف في مخيمات اللاجئين لبنان مثل مخيم صبرا وشاتيلا وفي مخيم عين الحلوة في صيدا، ومخيم نهر البارد في طرابلس، وفي سوريا مخيم اليرموك. في حين فر آخرون إلى الناصرة والريف المحيط. بعد الهجوم، عاد القرويون لكن تم إخلاء القرية مرة أخرى في سبتمبر من عام 1948. وفي 7 يناير من عام 1949، تم ترحيل 14 مقيماً وتم إعادة توطين حوالي 550 من المتبقين في القرى العربية المجاورة مثل «عيلوط». واستقر الكثيرون في الناصرة في الربع المعروف الآن باسم حي الصفافرة بسبب العدد الكبير من السكان المنحدرين من صفورية والذين يعيشون في الحي. وبما أن الحكومة الإسرائيلية تعتبرهم بمثابة الغائب الحاضر، فإنهم لا يستطيعون العودة إلى منازلهم القديمة وليس لديهم سبيل قانوني لاستعادتهم. أعمال الشاعر طه محمد علي، وهو مواطن من صفورية طرد من القرية، وعلاقتها بالمناظر الطبيعية في صفورية قبل عام 1948 هي موضوع السعادة التي تحملها أدينا هوفمان في لا علاقة لها بالسعادة. وظلت المنطقة تحت الأحكام العرفية إلى أن تم رفع الأحكام العرفية في إسرائيل عام 1966. وأزيلت معظم بقايا صفورية في برنامج أواخر عقد 1960 لتطهير القرى العربية المهجرّة. وكان موقع القرية العربية مزروعاً بأشجار الصنوبر. وبحلول عام 2011، تم نشر خمسة كتب عن تاريخ القرية الفلسطينية.
في 20 فبراير من عام 1949، تم تأسيس الموشاف الإسرائيلي «تسيبوري» جنوب شرق القرية القديمة. وتم استبدال أشجار الرمان والزيتون بالمحاصيل من أجل أعلاف الماشية.

### صفورية اليوم
استبدل اسم صفورية كغيرها من المدن الفلسطينية المهجرة، باسم عبري، وأصبحت المدينة الرئيسية تعرف بمستوطنة «تسيبوري» (لغة عبرية ציפורי)، وقد تأسست عام 1949 على أنقاض البيوت المدمرة. إذ بني مكانها العديد من المنازل الجديدة. ولا زالت تعتمد القرية اليوم على الزراعة وتجارة المواشي والأعمال الحرة. بالإضافة إلى «تسيبوري» أقيمت على أنقاضها مستعمرات أخرى مثل:
- سولاليم
- ألون هجليل
- هوشعيا
- حنتون
- المنطقة الصناعية تسيبورت

## معالم

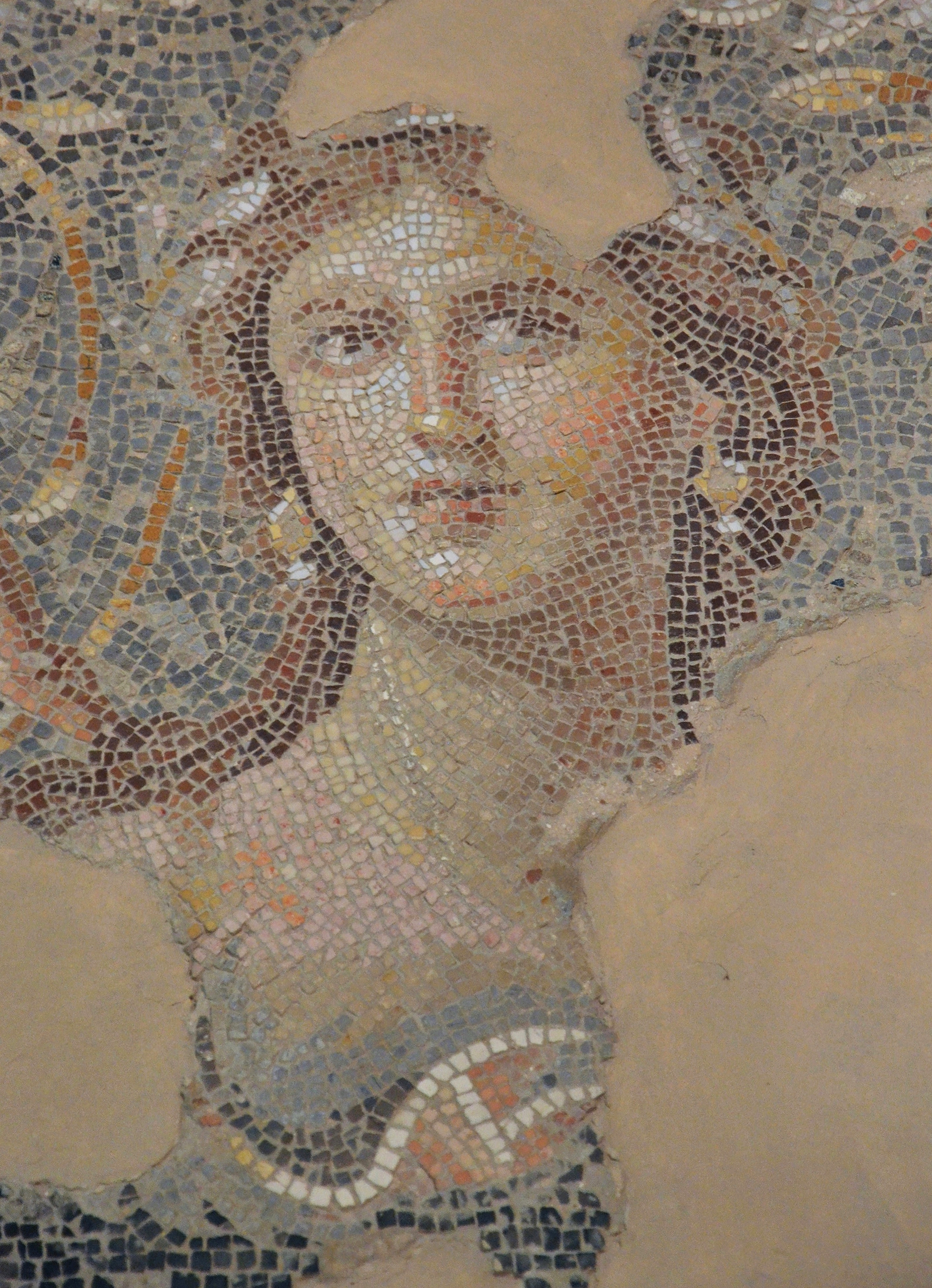
فسيفساء مُوناليزا الجليل.

بُنيت القلعة الصليبية على التل المطل على المسرح الروماني في القرن الثاني عشر على أساس هيكل بيزنطي سابق. القلعة عبارة عن هيكل مربع كبير، حوالي 15 م × 15 م، وارتفاع حوالي 10 م. يتكون الجزء السفلي من المبنى من أسقف عتيقة تم إعادة استخدامها، بما في ذلك تابوت بمنحوتات زخرفيَّة. وتمت إضافة الجزء العلوي من الهيكل والمدخل من قبل ظاهر العمر في القرن الثامن عشر. والملامح البارزة من إعادة البناء هي الزوايا المستديرة التي تشبه تلك التي شيدت تحت حكم ظاهر العمر
```
في الحصن في 
شفا عمرو
. وتم استخدام الجزء العلوي من المبنى كمدرسة في عهد 
عبد الحميد الثاني
 في أوائل 
القرن العشرين
 أي أواخر العهد العثماني، واستخدمت لهذا الغرض حتى عام 1948.
[
75
]
```

وقد تم حفر جزء كبير من المدينة، وكشف عن منازل يهودية على طول الشارع الرئيسي المرصوف بالحصى. وتم العثور على العديد من الصور محفورة في حجارة الشارع، بما في ذلك من الشمعدان، وصور أخرى إلى لعبة تشبه لعبة إكس-أو. تم اكتشاف ميكفاه، وهي حمامات الطقوس اليهودية، التي تم تحديدها بواسطة خطوات منحوتة تؤدي إلى بركة أيضاً. ويطل المسرح الروماني على المنحدر الشمالي للتل، ويبلغ قطره حوالي 45 م، ومقاعده تتسع لحوالي 4,500 شخص. معظمه محفور في التلال، لكن بعض الأجزاء مدعومة بأعمدة حجرية منفصلة. يعرض المسرح أدلة على الأضرار القديمة، ربما من الزلزال الذي وقع عام 363.
يقف البناء الحديث على جانب واحد من الحفريات، ويطل على بقايا مبنى عام من القرن الخامس مع أرضية فسيفساء كبيرة ومعقدة. يعتقد البعض أن الغرفة كانت تستخدم لطقوس المهرجانات التي تنطوي على الاحتفال بالماء، وربما تغطي الأرض في الماء. تم العثور على قنوات تصريف في الأرض، ويبدو أن غالبية الفسيفساء مخصصة لقياس فيضانات نهر النيل، واحتفالات تلك الفيضانات.
يضم الموقع فيلا رومانية، بنيت في حدود عام 200 للميلاد، وتحتوي على أرضية متناسقة من بلاط الموزاييك في ما يُعتقد أنه كان تريكلنيوم. في التقاليد الرومانية، كان يتم ترتيب المقاعد على شكل حرف U حول الموزاييك لكي يتكئ عليها الضيوف أثناء تناولهم الطعام والشراب والمشاركة الاجتماعية. تتميز الفسيفساء بصور ديونيسوس، إله النبيذ والتواصل الاجتماعي، جنبًا إلى جنب مع بان وهرقل في العديد من اللوحات الخمسة عشر.
الصورة الأكثر شهرة هي صورة امرأة شابة، ربما فينوس، والتي أطلق عليها لقب «مُوناليزا الجليل». وتم استخدام فسيفساء صغيرة من الفسيفساء، مما سمح بمزيد من التفاصيل ونتائج أكثر واقعية، كما هو ظاهر في تظليل خدودها.

### الكنيس

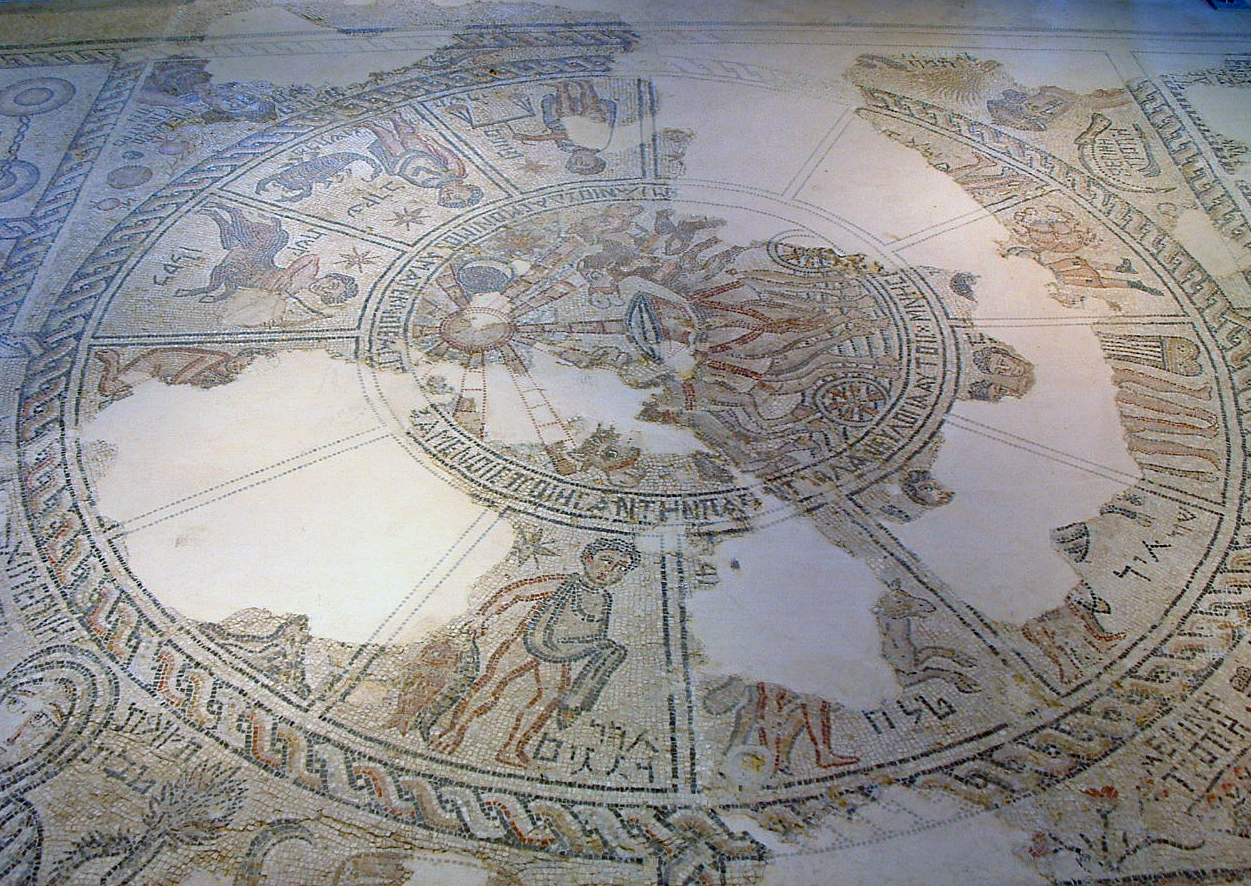
فسيفساء عجلة زودياك في كنيس تسيبوري الكبير، من القرن الخامس، ويجمع بين التصميمات الرومانية والحروف العبرية.

تم العثور على بقايا كنيس قديم، كنيس تسيبوري، في الجزء السفلي من المدينة. يبلغ عرضه 20.7 متر وعرضها 8 أمتار، وتقع على حافة المدينة. تنقسم الأرضية الفسيفسائية إلى سبعة أجزاء. بالقرب من المدخل هناك مشهد يظهر الملائكة الذين يزورون سارة، والقسم التالي يوضح التضحية في إسحاق. هناك زودياك كبير بأسماء الشهور المكتوبة بالعبرية. ويجلس هيليوس في الوسط، في عربة الشمس. ويُظهر القسم الأخير أسدين يحيطان بإكليل، مخالبهما ترتكز على رأس ثور.
تُظهر الفسيفساء التضحية وسلة الثمار الأولى من الهيكل في القدس. كما تظهر واجهة المبنى، والتي تمثل على الأرجح هيكل أوراشليم، ومعاول البخور، والشوفار، والشمبانيا السبعة المتفرع من الهيكل. ويظهر قسم آخر أن هارون كان يرتدي أردية كهنوتية ويستعد لتقديم ذبائح من الزيت والدقيق والثور والحملان.
ويظهر نقش باللغة الآرامية؛؛ «نرجو أن يتذكره يهدان ابن إسحق الكاهن وباراغري ابنته... آمين آمين».

### الكنيسة

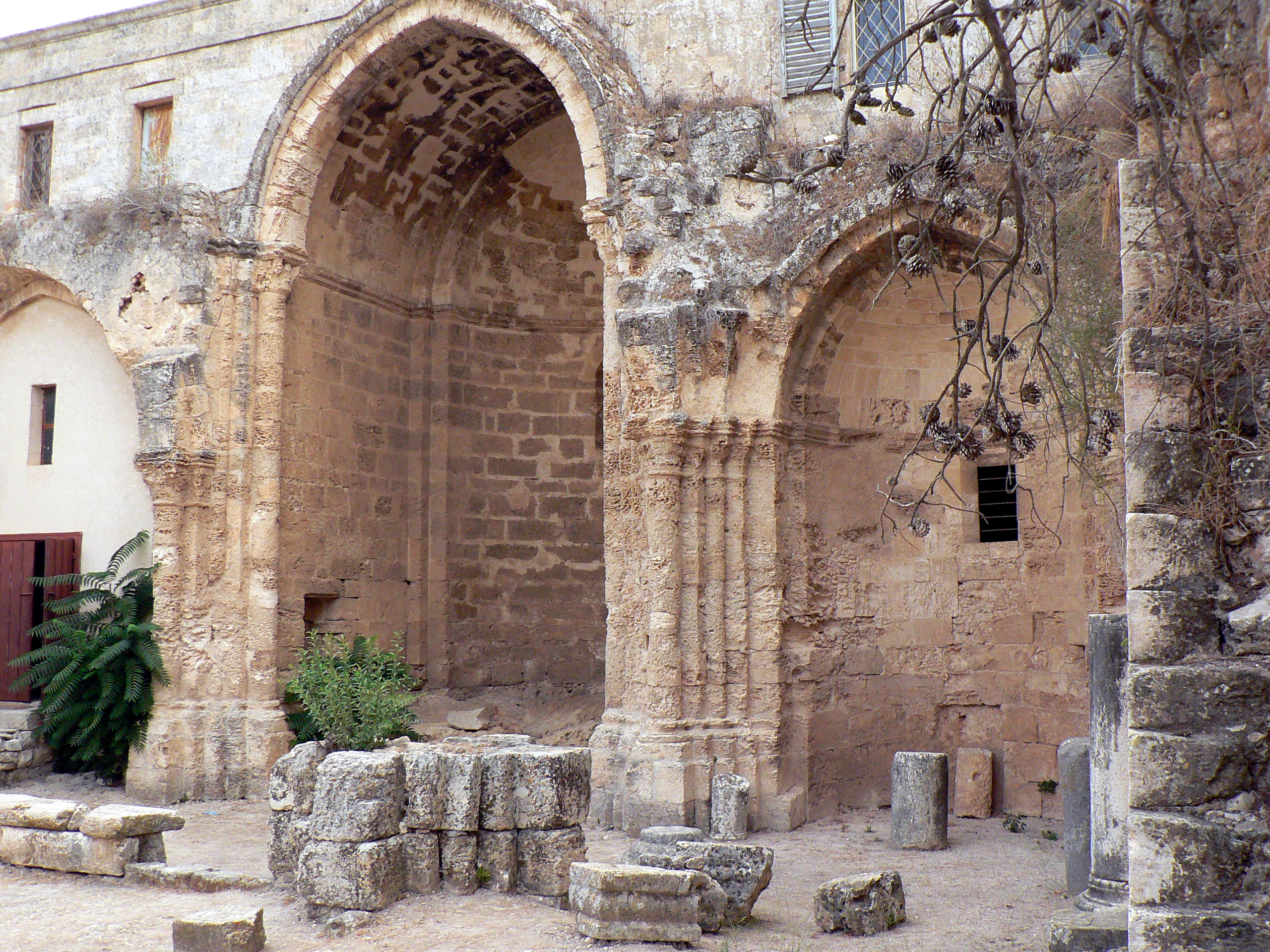
آثار كنيسة القديسة حنة في صفورية.

كنيسة القديسة حنة في صفورية هي بقايا كنيسة صليبية، يرعاها الآن رهبان الفرنسيسكان في الأرض المقدسة. بُنيت الكنيسة من قبل الصليبيين في القرن الثاني عشر على الموقع حيث وفقاً للتقاليد المسيحية، بيت حنة ويهوياقيم والدي مريم العذراء. وكانت الكنيسة مكونة من ثلاثة مقابر، والتي منها ما زالت اليوم تحافظ على الأجزاء الشرقية المبنية على منحدر.
في عام 1641، سمحت الحكومة العثمانية بالحج المسيحيين إلى أطلال الكنيسة وعقد الخدمات الدينية. في عام 1841، نجح الرهبان الفرنسيسكان في شراء الموقع. ومع ذلك، سمحت المقاومة المحلية فقط في عام 1870 اكتساب الموقع على أرض الواقع. وكشفت الحفريات الأثرية من عام 1909 أن الكنيسة بنيت على أسس كنيس يعود إلى القرن الرابع الميلادي. وربما تكون كنيسة بيزنطية قد بنيت فوقها.
في يوم القديسة حنة ويهوياقيم، تحتفلت الكنيسة الكاثوليكية بالقداس في هيكل الكنيسة، وتعتني راهبات القديسة حنة الكاثوليكية بالموقع أيضاً.

## علم الآثار
منذ عام 1990 تم حفر مناطق واسعة من صفورية، وبقايا المدينة القديمة هي الآن حديقة وطنية تسمى حديقة تسيبوري الوطنية. ويحتوي الموقع على العديد من الفسيفساء بما في ذلك، «موناليزا الجليل»، وهو أيضًا تصوير لمسابقة شرب الخمر بين ديونيسوس وهرقل.
في يونيو من عام 2018، اكتشف علماء الآثار اثنين من معاصر النبيذ الجوفية من العصر البيزنطي في حديقة تسيبوري الوطنية.

## وصلات خارجية
- صور قديمة وحديثة لقرية صفورية